# 汗水和皂香
《汗水和皂香》是山田金鐵所創作的日本漫畫，原為2018年1月4日在《週刊D Morning》增刊號刊載的單篇漫畫，獲得好評後轉為連載，開始連載於《週刊D Morning》2018年第29號，其後劇情進入「同居篇」後改於《Morning》2019年第44號起繼續連載，於2021年第6號完結。截至2022年1月，漫畫單行本累積發行逾440萬本。改編真人電視劇在2022年2月3日至3月31日於每日放送「電視劇特區」深夜時段播出，佐藤寬太、大原優乃雙主演，共9集。
2021年6月，作者本人在第136屆COMITIA同人展推出一本成人同人誌《造小孩的本》（こどもつくる本），內容講述男女主角初次不作避孕來做愛，本篇共24頁。

## 故事概要
八重島麻子是在化妝品和沐浴產品公司「LILIADROP」工作的職員。她比常人更為多汗，並為此而苦惱。有一天，產品開發部的設計者名取香太郎聞到了她的獨特體味，因而產生創作靈感，並作出「每天都來聞麻子的味道」的請求。十分喜歡LILIADROP香皂的麻子為了新產品開發，答應每天都讓香太郎聞她的味道。不過，香太郎卻說他始終聞不到他最初從麻子身上聞到的味道。他們偶然發現，香太郎最初聞到的味道，其實是麻子感到幸福時所散發的味道。在這段充滿緊密身體接觸的過程中，雙方萌生愛意，並初次發生關係，開始交往。
兩人交往一事在公司裏保密。在交往的過程中，他們學習著如何跟對方相處。

## 角色列表
八重島麻子
26歲。在化妝品和沐浴產品公司「LILIADROP」財務部工作的女職員。因為比其他人更容易出汗，所以一直在使用止汗、消臭產品。非常喜歡LILIADROP出品的香皂。
名取香太郎
29歲。「LILIADROP」產品開發部的設計者，身為大熱商品的大功臣，而在公司裏很有名。鼻子非常好，能夠明確分辨出麻子身上多款化妝品的味道，也能從麻子的味道中大致分辨出她現在的心情。因聞到了麻子的獨特體味而產生創作靈感。此後沈迷於麻子的味道，隔天沒有聞到就會產生戒斸效應。
一瀨可麗絲
25歲。產品開發部職員，香太郎的下屬。十分愛慕香太郎。
椿嶺花
產品開發部化妝品部門的主任。
大藏仁
財務部部長，麻子的上司。
八重島桂太
24歲。麻子的弟弟。在意大利餐廳工作的廚師。

## 創作
由於本作前身為單篇漫畫，因此第1話會給人完結的感覺。這是作者第1部連載作品。作者會先以手繪形式繪畫角色的線畫，再掃描進電腦，再以電繪形式添加背景、陰影等部份。

## 出版書籍
| 卷數 | 講談社         | 講談社                                                  | 東立出版社    | 東立出版社             |
| 卷數 | 發售日期       | ISBN                                                    | 發售日期      | ISBN                   |
| ---- | -------------- | ------------------------------------------------------- | ------------- | ---------------------- |
| 1    | 2018年10月10日 | ISBN 978-4-06-513342-2                                  | 2019年9月11日 | ISBN 978-957-26-3592-6 |
| 2    | 2019年1月23日  | ISBN 978-4-06-514297-4                                  | 2020年7月27日 | ISBN 978-957-26-3593-3 |
| 3    | 2019年4月23日  | ISBN 978-4-06-515186-0                                  | 2022年5月5日  | ISBN 978-957-26-3594-0 |
| 4    | 2019年7月23日  | ISBN 978-4-06-516516-4                                  |               |                        |
| 5    | 2019年10月23日 | ISBN 978-4-06-517224-7 ISBN 978-4-06-517777-8（特裝版） |               |                        |
| 6    | 2020年1月23日  | ISBN 978-4-06-518208-6 ISBN 978-4-06-518783-8（特裝版） |               |                        |
| 7    | 2020年4月23日  | ISBN 978-4-06-519205-4 ISBN 978-4-06-519708-0（特裝版） |               |                        |
| 8    | 2020年7月20日  | ISBN 978-4-06-520281-4 ISBN 978-4-06-520364-4（特裝版） |               |                        |
| 9    | 2020年11月20日 | ISBN 978-4-06-520980-6 ISBN 978-4-06-521127-4（特裝版） |               |                        |
| 10   | 2021年2月22日  | ISBN 978-4-06-522342-0 ISBN 978-4-06-522341-3（特裝版） |               |                        |
| 11   | 2021年5月21日  | ISBN 978-4-06-523109-8 ISBN 978-4-06-523274-3（特裝版） |               |                        |

## 迴響
截至2020年7月第8卷發行時，單行本累積發行逾200萬本（包括電子版，下同）。截至2021年5月，累積發行逾400萬本。截至2022年1月，累積發行逾440萬本。
本作在宮脇書店主辦的Miyawaki Comic Awards（ミヤコミ）2019被遴選為獲獎作品之一、獲得蔦屋漫畫票選大獎2019第2名、第2屆電子書籍漫畫大獎（BookLive!主辦）、下一部漫畫大獎2019網絡漫畫類別第9名、WEB漫畫總選舉2019第10名、第3屆漫畫報章大獎第2名、《這本漫畫真厲害！2020》男生篇第17名、全國書店店員推薦漫畫2020的第6名。2021年獲得第45屆講談社漫畫獎綜合類別提名。
綜合電子書店「BookLive」在2021年12月對其在半年內曾購入書籍的4712名會員進行問卷調查，本作在「2021年完結的長篇漫畫」排名中排名第3位（651票），僅次於《進擊的巨人》（1015票）和《阿宅的戀愛太難》（688票）。

## 電視劇

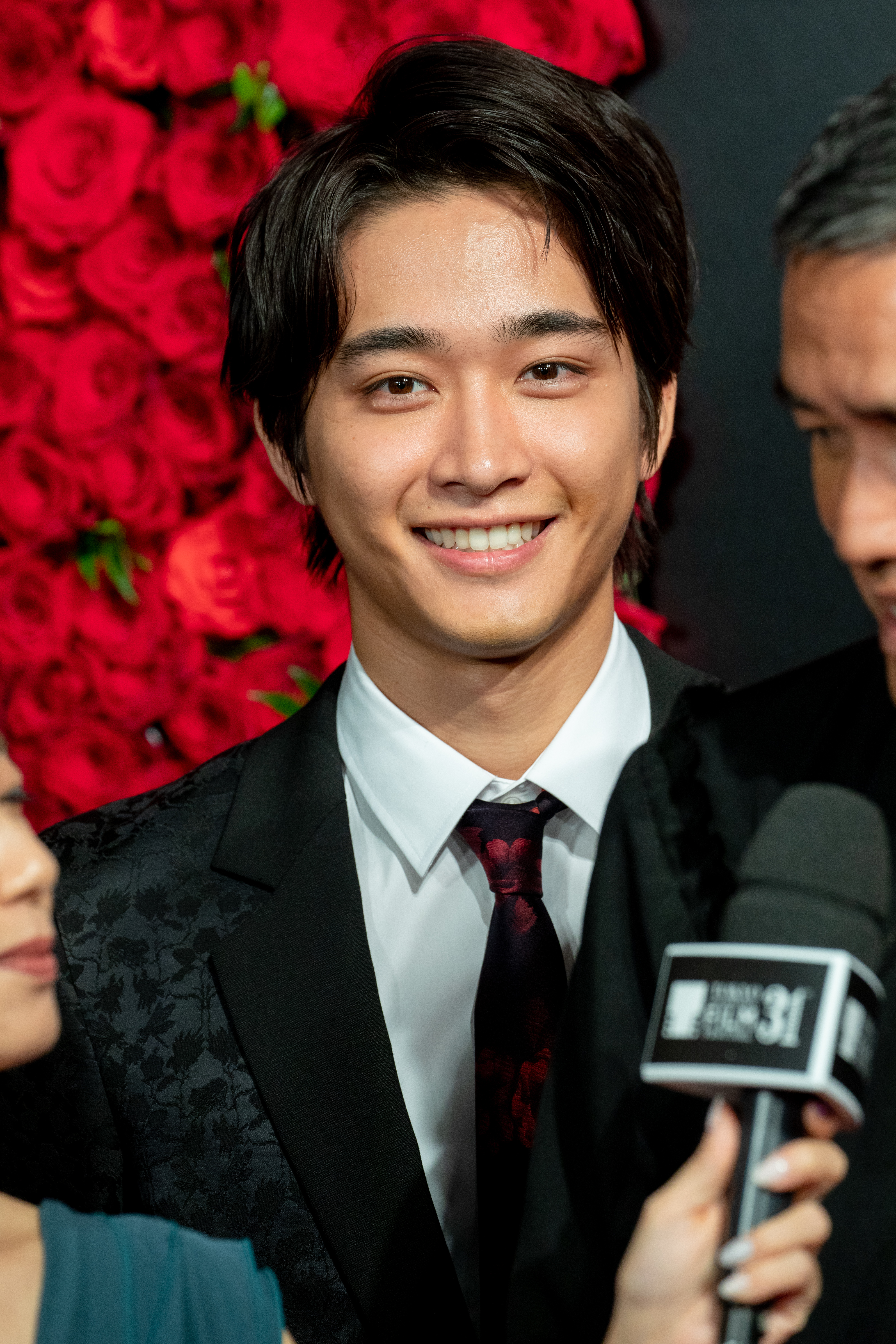
飾演男主角的佐藤寬太，攝於2018年

2022年1月14日，宣佈本作將獲改編為真人電視劇，並將由2022年2月3日起於每日放送「電視劇特區」深夜時段播出，佐藤寬太和大原優乃雙主演，澀江修平和熊谷祐紀執導，、和池龜三太編劇；並公開一張以漫畫單行本第1卷封面為構圖的視覺圖，以及男女主角的多張定裝照。導演之一澀江修平曾執導2021年電視劇《武士助手逢坂君！》。1月20日，公佈6名配角的演員。1月25日，公開海報視覺圖，以及主題曲詳情。
佐藤寬太和大原優乃在這部作品中首次同台演出。兩人在接到這次演出之前已經很喜歡原著漫畫。佐藤本身也很喜歡漫畫《搖曳露營△》，在初次見到大原時告知了對方（大原在該作品的改編真人電視劇飾演各務原撫子一角）。本作有很多親密鏡頭，在開拍第2天兩人已經有親吻鏡頭。大原以往常飾演高中生、大學生的角色，這次飾演26歲的女職員是她到這部作品為止最年長的角色，也比她本人的年齡（22歲）大一點。大原為了配合原作的角色形象，增加了兩旁的頭髮，試裝也花了四到五個小時，也試了很多副眼鏡。
本作連同Pelican Soap（ペリカン石鹸）推出聯名香皂，原著作者山田金鐵監修，3月5日正式發售。
台灣於2022年2月11日起跟播，由friDay影音、LINE TV、KKTV、MyVideo、LiTV於每周五更新。
Blu-ray / DVD套裝於2022年7月6日發售。

### 演員列表
- 名取香太郎：佐藤寬太（劇團EXILE）[50]
- 八重島麻子：大原優乃[50]
- 一瀨可麗絲：工藤遙[50]
- 八重島桂太：杢代和人[50]
- 涼村悠二：大平修藏[50]
- 坂下牧：中田絢千[50]
- 橋谷修：森優作[50]
- 大藏仁：池內萬作[50]
- ：長井短[50]

### 製作人員
- 原作：山田金鐵《汗水和皂香》
- 導演：澀江修平、熊谷祐紀[51]
- 編劇：、池龜三太[51]
- 音樂：近谷直之[52]
- 製作公司：Geek Sight（ギークサイト）[51]
- 製作：《汗水和皂香》製作委員會、每日放送[51]
- 片頭曲：ChoQMay《3月的新娘》（3月の花嫁）[42]
- 片尾曲：天月[42]

### 劇情大綱
| 集數 | 導演     | 編劇     | 上線日期      |
| --- | -------- | -------- | ------------- |
| 1 | 澀江修平 |          | 2022年2月4日  |
| 八重島麻子在化妝品和沐浴產品公司「LILIADROP」的財務部任職。她比常人更容易出汗。某日，產品開發部的設計師名取香太郎聞到了她的獨特體味，因而產生創作靈感。十分喜歡LILIADROP香皂的麻子為了新產品開發，答應每天都讓香太郎聞自己的氣味。香太郎卻始終聞不到最初從麻子身上聞到的氣味，在香太郎成功開發新香皂並將樣本交給麻子時，他再次聞到最初那股氣味，認為那是麻子感到幸福時所散發的氣味。香太郎就協助開發一事向麻子致謝，體味因香太郎開發的產品而減輕的麻子也向香太郎表示謝意。在這段充滿緊密身體接觸的過程中，雙方萌生愛意，也發生了性關係。但次日清早，香太郎見到起床後不久的麻子後，便匆忙上班去了。 |          |          |               |
| 2 | 澀江修平 |          | 2022年2月11日 |
| 麻子因為前夜發生的事而心神不寧，並因脫水而暈厥。之後她和香太郎提及自己名字的由來，並對肯定自己的香太郎表示情意，而香太郎也向她告白，兩人就此交往。沒有自信的麻子認為如果不對公司保密兩人交往的事，會使香太郎在公司的評價受創，而香太郎也同意暫時保密。在兩人初次約會時，香太郎不斷被麻子的氣味刺激，完全無法專心，麻子誤以為香太郎在勉強配合。在兩人說開後，迅速地回到家裡並盡情地擁抱和嗅聞對方。 |          |          |               |
| 3 | 澀江修平 | 池龜三太 | 2022年2月18日 |
| 為了確認帳目，麻子聯絡商品開發部的一瀨，向她詢問收據出處，並因此發現一瀨也對香太郎有好感。在開發部和財務部的交流活動上，面對一瀨的質疑，香太郎和麻子裝成初次見面的樣子。香太郎和一瀨被派到關西出差四日，財務部部長大藏發現香太郎和麻子在交往，並鼓勵麻子要更有自信。一瀨聽見香太郎和麻子的電話後感到妒忌，乘著酒意也向香太郎告白。 |          |          |               |
| 4 | 澀江修平 |          | 2022年2月25日 |
| 香太郎回絕了一瀨的告白，但兩人的關係依舊良好，而一賴也和麻子保持友好的關係。麻子把香太郎介紹給自己的弟弟桂太，身為姊控的桂太對香太郎抱持敵意並試圖刁難，但後來認同了香太郎。 |          |          |               |
| 5 | 熊谷祐紀 |          | 2022年3月4日  |
| 香太郎的生日將近，他打算和麻子一起到溫泉旅館出遊。隨著麻子漸漸不再自卑，兩人也向公司公開戀情。在兩人出遊時，香太郎和麻子共浴，他看到麻子使用自己開發的香皂，並開心地分享使用心得，感到很滿足。香太郎趁著住處租約到期，邀麻子和自己同居，但麻子非常緊張。雙方聽取同事的意見後，認為同居是發展穩定關係的必經考驗，之後麻子答應和香太郎同居。 |          |          |               |
| 6 | 熊谷祐紀 | 池龜三太 | 2022年3月11日 |
| 麻子和香太郎規劃著新家的布局，麻子對香皂擺放的位置特別講究，並因此在房仲公司討論良久，讓原本唯利是圖的房仲員真心地為兩人規劃新住處。兩人同居後，開始磨合彼此的生活習慣、合作打理家務，也理性地溝通並逐漸調整對待彼此的方式。 |          |          |               |
| 7 | 澀江修平 |          | 2022年3月18日 |
| 在香太郎和麻子同居一年後的某日，香太郎的嗅覺突然因鼻塞而失靈，無法透過氣味分辨他人情緒，讓他感到非常不自在，彷彿進入鬼屋之中。香太郎猜不透麻子的情緒，認為麻子有事相瞞，甚至懷疑她移情別戀。在聽了好友涼村的建議後，香太郎決定和麻子說個明白，並發現從頭到尾都是自己的誤會。麻子煮了一桌佳餚，慶祝兩人同居一周年。在聞了麻子手工製作的蠟燭後，香太郎恢復了嗅覺。 |          |          |               |
| 8 | 熊谷祐紀 |          | 2022年3月25日 |
| 麻子和香太郎談及小孩的話題，兩人都不擅長和小孩相處。麻子因感冒而在家休養，流了許多汗，她請香太郎幫忙拭汗。麻子和已婚的中學同學見面，並向她學習如何規畫結婚。她意外與小學時霸凌自己的同學重逢，在和霸凌者相處時，麻子仍感到不自在，並發現對方至今不改本性。 |          |          |               |
| 9 | 澀江修平 |          | 2022年4月1日  |
| 香太郎發現麻子身上對感情的氣味不見了，並察覺她感到悲傷。在香太郎追問之下，麻子首次談及自己小時候因大量出汗而遭霸凌的回憶，而與霸凌者的重逢讓她感到不甘心。香太郎表示從今以後會一起分擔麻子的痛苦，並安慰哭泣的麻子，坦白後的麻子感到輕鬆許多。香太郎向麻子求婚，麻子也向香太郎求婚，兩人以兩人結婚的消息傳開後，同事都相當祝福他們。在結婚前一日，香太郎將自己開發的新香皂獻給麻子，兩人憶起相識經過，並對現有的一切感到幸福。全劇以香太郎在教堂嗅聞麻子、並和她接吻作結。 |          |          |               |

### 播出時間
| 頻道          | 所在地 | 播出日期              | 播出時間              |
| ------------- | ------ | --------------------- | --------------------- |
| MBS電視台     | 日本   | 2022年2月3日－3月31日 | 每週四 24:59（UTC+9） |
| 神奈川電視台  | 日本   | 2022年2月3日－3月31日 | 每週四 23:00（UTC+9） |
| 千葉電視台    | 日本   | 2022年2月4日－4月1日  | 每週五 23:00（UTC+9） |
| 栃木電視台    | 日本   | 2022年2月10日－4月7日 | 每週四 22:30（UTC+9） |
| 埼玉電視台    | 日本   | 2022年2月10日－4月7日 | 每週四 23:30（UTC+9） |
| 群馬電視台    | 日本   | 2022年2月10日－4月7日 | 每週四 23:30（UTC+9） |
| friDay影音    | 台灣   | 2022年2月11日－4月8日 | 每週五更新（UTC+8）   |
| LINE TV       | 台灣   | 2022年2月11日－4月8日 | 每週五更新（UTC+8）   |
| KKTV          | 台灣   | 2022年2月11日－4月8日 | 每週五更新（UTC+8）   |
| MyVideo       | 台灣   | 2022年2月11日－4月8日 | 每週五更新（UTC+8）   |
| LiTV 線上影視 | 台灣   | 2022年2月11日－4月8日 | 每週五更新（UTC+8）   |

## 外部連結
- 官方網站（日語）
- 漫畫連載網站（日語）
- 漫畫的X（前Twitter）（日語）
- 電視劇官方網站（日語）